# Leptofoenus stephanoides
Leptofoenus stephanoides är en stekelart som först beskrevs av Per Abraham Roman 1920.  Leptofoenus stephanoides ingår i släktet Leptofoenus och familjen puppglanssteklar. Inga underarter finns listade i Catalogue of Life.

## Bildgalleri

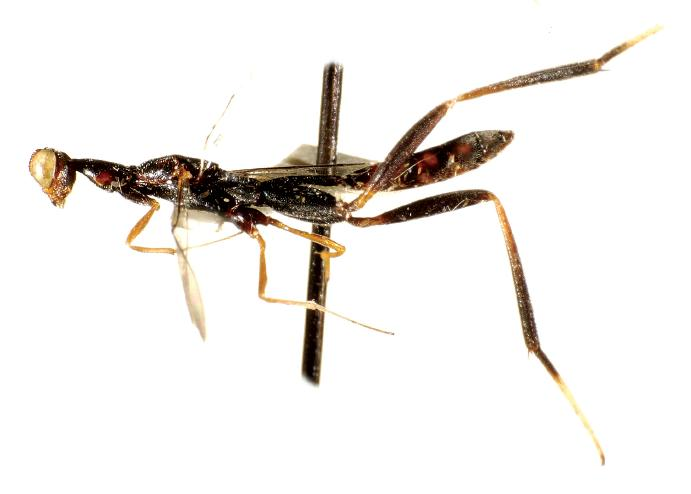